# 布里克斯頓
布里克斯頓（英語：Brixton）是位於英國倫敦南部的一個地區，在行政區劃上屬於蘭貝斯區。布里克斯頓也是倫敦計劃中制定的大倫敦地區的35個中心之一。布里克斯頓是一個多種族地區，擁有很高的黑人人口比例。
除了布里克斯頓市場和附近的商業區外，布里克斯頓主要是住宅區。布里克斯頓位於內倫敦，並被斯托克韋爾、克拉珀姆、斯特雷特姆、坎伯韋爾、圖爾斯山、巴勒姆和赫恩山（Herne Hill）包圍。蘭貝斯區議會主要的辦公室亦位於此地。
布里克斯頓（以維多利亞線布里克斯頓站出口為基準）位於大倫敦地理中心東南偏南約4.3公里處。

## 行政區劃
布里克斯頓鎮中心分屬蘭貝斯區內的四個地方選區：布里克斯頓山、冷港（Coldharbour）、芬德爾（Ferndale）和圖爾斯山（Tulse Hill）。

## 歷史
布里克斯頓一帶直到19世紀初才開始有零星發展。當時主要的聚居地鄰近斯托克韋爾、布里克斯頓山和冷港里（Coldharbour Lane）。沃克斯霍爾橋於1816年通車後，縮短了由當地前往中倫敦的時間，因此當地逐漸發展成郊區。由於19世紀初期不少橫跨泰晤士河的橋樑相繼落成，許多於倫敦市及西區工作的人搬至南倫敦居住。1824年，布里克斯頓的聖馬太教堂（St Matthew's Church）祝聖啟用。
1816年，阿什比之風車（Ashby's Mill，又稱布里克斯頓風車）於布里克斯頓落成啟用。該風車是大倫敦少數仍保留至今的風車，現已被列為2*級登錄建築。
1819年，薩里郡懲教所（現布里克斯頓監獄）落成啟用。
1841年，布里克斯頓人口為10,175人，佔蘭貝斯教區總人口約10%。於1841至1861年間，布里克斯頓人口上升了1倍。

### 維多利亞時代的擴張及二戰前發展
布里克斯頓及南斯托克韋爾站於1862年8月22日啟用。該站位於通往維多利亞的倫敦、查塔姆及多佛鐵路上。布里克斯頓從此與中倫敦有了鐵路連繫。1866年8月13日，倫敦、布萊頓及南岸鐵路的拉夫堡公園（Loughborough Park）站啟用，為布里克斯頓提供來往倫敦橋站的鐵路服務（並於翌年起提供前往維多利亞的服務）。1860至1890年代，布里克斯頓逐漸演變成中產人士居住的郊區。此時，布里克斯頓中心亦逐漸發展成大型購物中心。1877年，首間百貨公司於布里克斯頓路上開業。發源於大西洋路的布里克斯頓市場則於1920年代搬遷至車站路，以紓緩交通擠塞。
1880年代，連鎖百貨公司Morleys Store的首間百貨公司於布里克斯頓高街（布里克斯頓路472-488號）開業。1881年，布里克斯頓的人口為62,837人，佔蘭貝斯教區總人口四分之一。1888年，布里克斯頓的電力大道（Electric Avenue）成為了倫敦首條增設街燈的道路（亦因此該路被改名為電力大道）。此時，布里克斯頓主要道路的兩側興建了不少昂貴的大型住宅。20世紀初期，由於布里克斯頓的中產階級逐漸被工人階級取代，大型住宅亦逐漸被公寓和寄宿住房取代。
1920年代，布里克斯頓是南倫敦主要的購物中心。

### 二戰後發展
1940至1950年代，許多來自西印度群島和愛爾蘭的移民於布里克斯頓定居。
第一批來自牙買加的移民（共492人）於1948年抵達提伯利碼頭，他們組成了非洲-加勒比裔英國人群體。這些移民上岸後被臨時安置在倫敦地鐵克拉珀姆南站下方的防空洞。當時離防空洞最接近的就業中心位於布里克斯頓的冷港里。這些移民逐漸遷到布里克斯頓的住宅居住。
儘管這些移民最初只打算於英國逗留數年，大部分移民最後都決定永久居留。
1971年7月23日，維多利亞線南延線通車，布里克斯頓站成為該線的南端總站。布里克斯頓開始有倫敦地鐵服務後，英國鐵路南倫敦線東布里克斯頓站的客量急劇下降。東布里克斯頓站最終於1976年1月5日永久關閉。
1979年布萊爾·皮奇之死及警察針對黑人的系統性歧視、濫用截停及搜查權，最終於1981年4月在布里克斯頓促成騷亂。此外，騷亂亦揭示了當地非洲-加勒比裔英國人群體的深層次社會及經濟問題，包括高失業率、高犯罪率、居住環境差及缺乏基礎設施等。騷亂過後，英國政府委託斯卡曼勳爵（Lord Scarman）主持公開調查。1981年11月出版的斯卡曼報告顯示了當時警察不成比例和肆意地對黑人進行截停及搜查。報告亦提出了多項建議的改善措施，促使英國政府於1985年成立警方投訴局。1999年、調查史提芬·勞倫斯（Stephen Lawrence）謀殺案的麥花臣報告（Macpherson Report）指出英國警方既忽視了1981年斯卡曼報告提出的改善措施，又存在系統性歧視。
1999年4月，布里克斯頓市場發生鐵釘炸彈襲擊，造成48人受傷。施襲者隨後分別於磚巷（東倫敦主要的孟加拉人社區）和蘇豪區一間同性戀酒吧發動同類襲擊。施襲者於第三次襲擊後被拘捕。英國廣播公司報導他打算透過其炸彈襲擊於全英國挑起種族戰爭。他隨後被判終身監禁。
2015年4月，反對布里克斯頓中產階級化的當地居民和社運人士發起了重奪布里克斯頓（Reclaim Brixton）抗議活動。

## 房屋
布里克斯頓擁有很多大型屋苑。其中部分屋苑與都市衰退及犯罪扯上關係。由於拉夫堡邨（Loughborough Estate，位於布里克斯頓東部的拉夫堡交匯一帶）附近發生了數宗謀殺案，拉夫堡邨鄰近拉夫堡路的位置豎立了新的閘門和鐵欄。拉夫堡邨有超過3,000個家庭居住，該邨由1940年代落成的低矮公寓、1960/70年代落成的住宅大廈及房屋組成。英國廣播公司曾報導拉夫堡交匯（Loughborough Junction）一帶，包括拉夫堡邨及鄰近屋苑的都市衰退問題。

## 宗教設施

### 基督教堂
布里克斯頓位於聖公會薩瑟克教區。1822年落成、位於布里克斯頓綠地的聖馬太教堂為希臘復興式建築。該教堂亦是紀念英國於滑鐵盧戰役取得勝利的滑鐵盧教堂之一。1955年，聖救主教堂曾是亞弗列德·希區考克所執導電影擒凶記中的拍攝場景。
位於達利奇路上的聖猶達教堂則已於1975年關閉，其堂區被併入聖馬太教堂的堂區。現時教堂建築被一家出版公司用作辦公室。
1902年落成、位於布里克斯頓路上的基督教堂是一座帶有新藝術及拜占庭風格的2*級登錄建築。
布里克斯頓的聖體教堂則屬於天主教薩瑟克總教區，位於布里克斯頓山。由於其堂區亦包括布里克斯頓監獄，其神職人員會為該監獄職員及囚犯舉行彌撒。

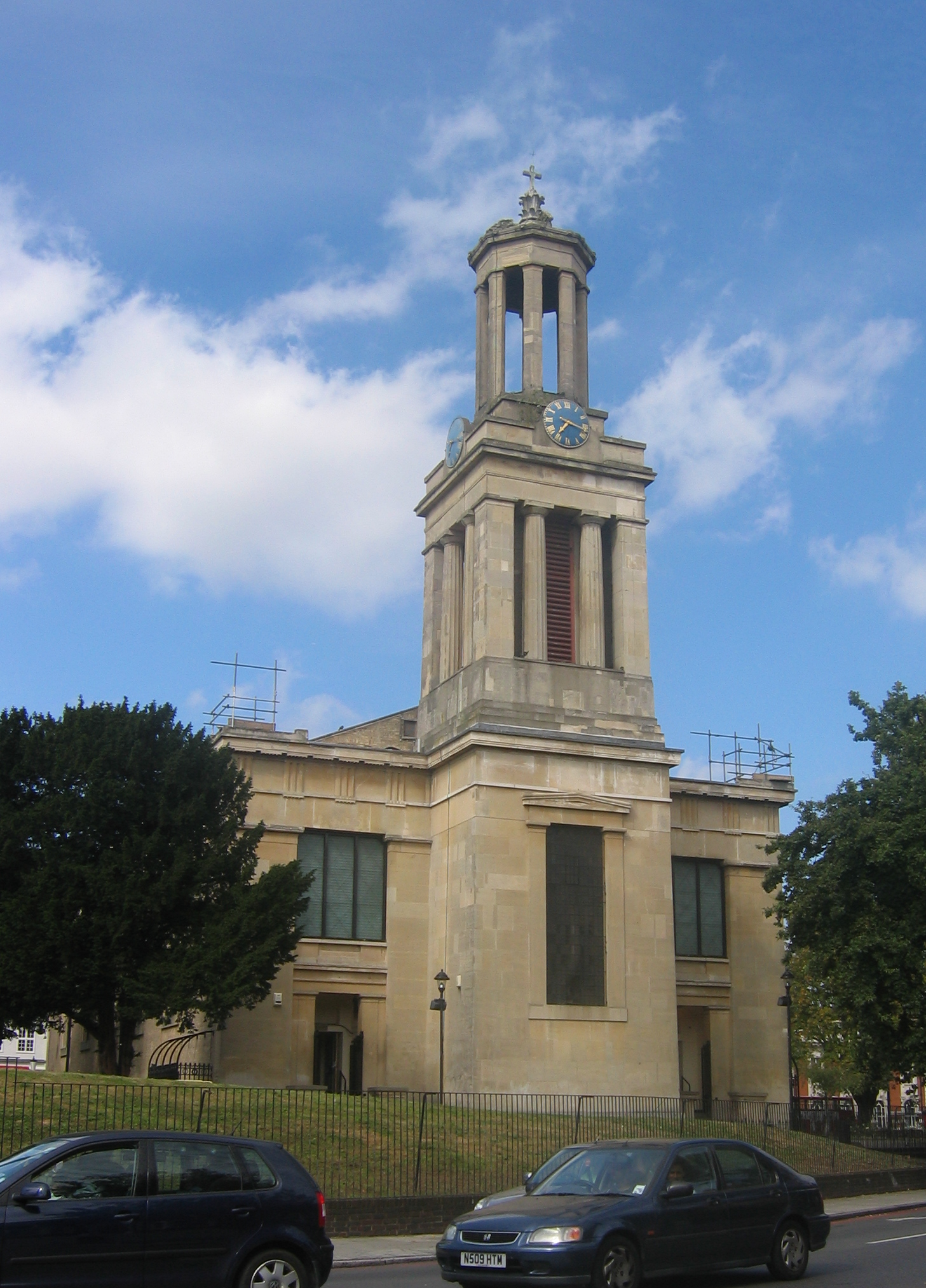
布里克斯頓聖馬太教堂
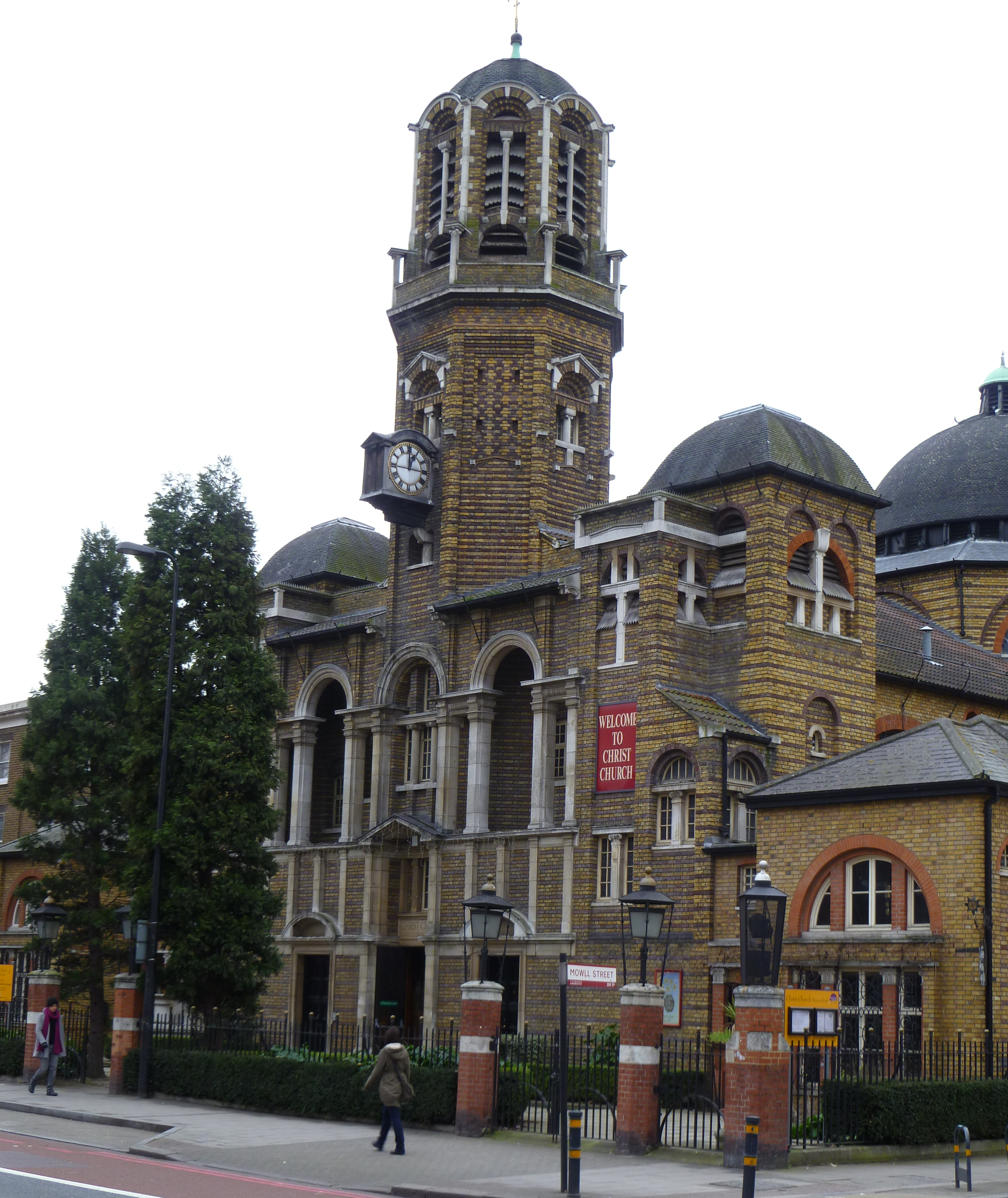
位於北布里克斯頓的基督教堂（Christ Church）
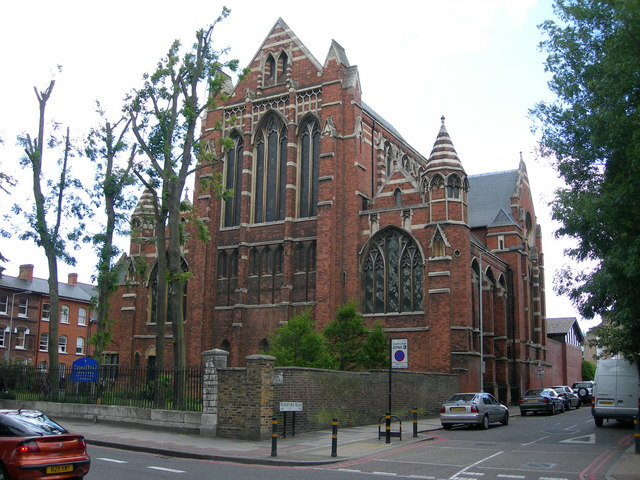
位於布里克斯頓山的聖體教堂

### 清真寺

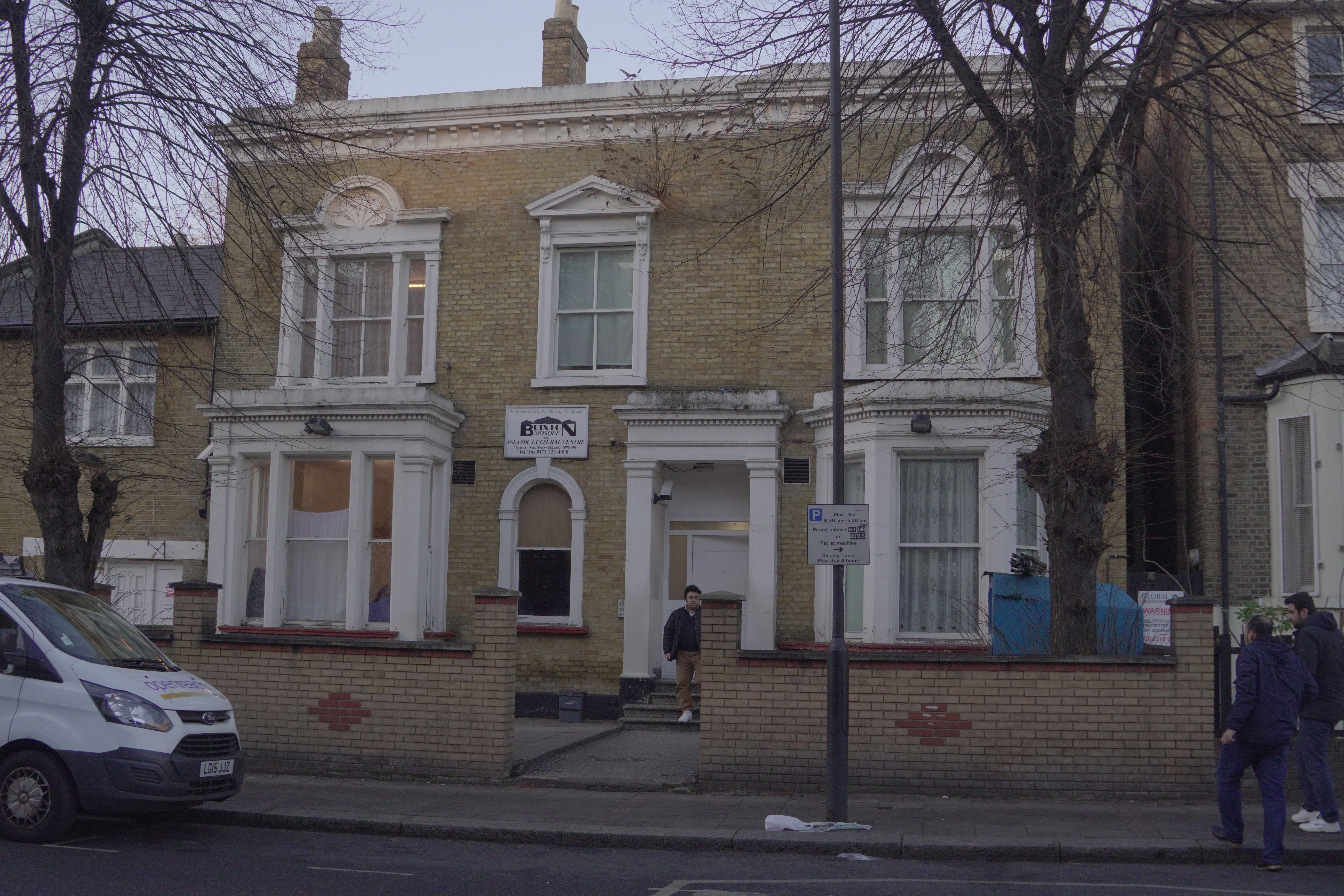
布里克斯頓清真寺

布里克斯頓清真寺及伊斯蘭文化中心座落於格雷沙姆路（Gresham Road）上，鄰近布里克斯頓警署。該清真寺有供男性及女性使用的設施，寺內可容納400人同時進行祈禱。該清真寺於1990年落成，是南倫敦最古老的清真寺之一。除了提供宗教服務外，清真寺亦為穆斯林提供社會支持及經濟援助。

### 猶太會堂
前布里克斯頓猶太會堂位於埃夫拉路（Effra Road）49號，於1913年啟用、1986年關閉。該會堂關閉後，會眾轉移至鄰近的斯特雷特姆猶太會堂。前布里克斯頓猶太會堂的立面仍保留至今。

## 交通

### 巴士
倫敦巴士2、3、35、37、45、59、109、118、133、159、196、250、322、333、345、355、415、432、P4、P5號及通宵路線N2、N3、N35、N109、N133號線均服務布里克斯頓一帶。

### 鐵路

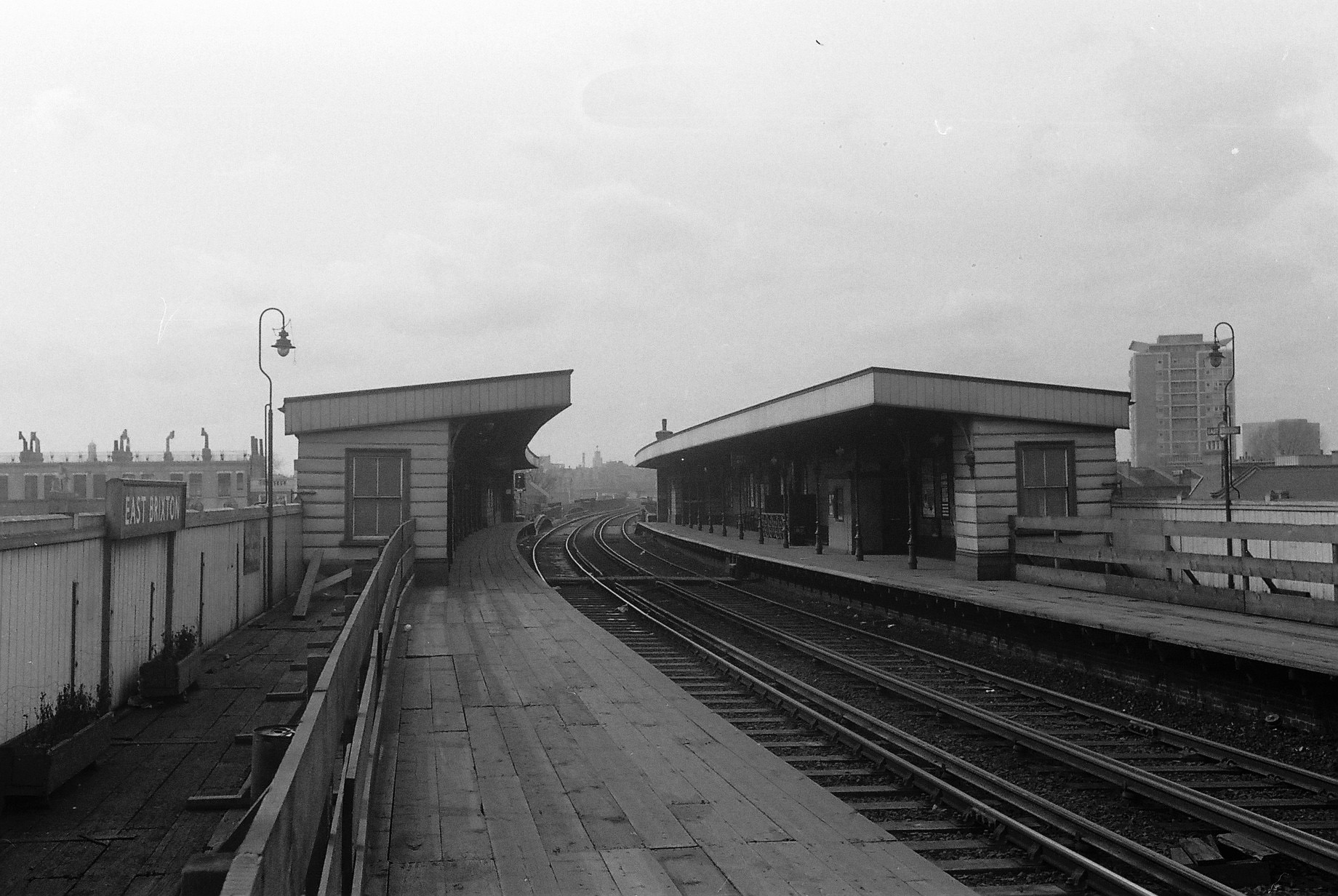
1963年時的東布里克斯頓站

倫敦地鐵維多利亞線南端總站布里克斯頓站位於布里克斯頓的中心地帶，出入口距離布里克斯頓國鐵站約100米。
在非繁忙時間，布里克斯頓國鐵站提供每小時2班來往倫敦維多利亞車站和奧爾平頓的東南列車服務。在繁忙時間，相關列車服務會增加至每小時4班。
鄰近布里克斯頓東部的拉夫堡交匯（Loughborough Junction）站則主要提供來往聖奧爾本斯和瑟頓的泰晤士連線列車服務。在繁忙時間，該站亦會提供來往黑衣修士站和貝肯納姆交匯的東南列車服務。
倫敦地上鐵南倫敦線以東西向穿過布里克斯頓鎮中心，但未有於當地設站。南倫敦線曾設置東布里克斯頓站（位置在布里克斯頓站和拉夫堡交匯站之間），但該站已於1976年1月5日關閉。

### 道路
A203、A204及A2217路連接了布里克斯頓和沃克斯霍爾橋。連接倫敦和布萊頓的A23路亦由北至南穿過布里克斯頓。

## 名人

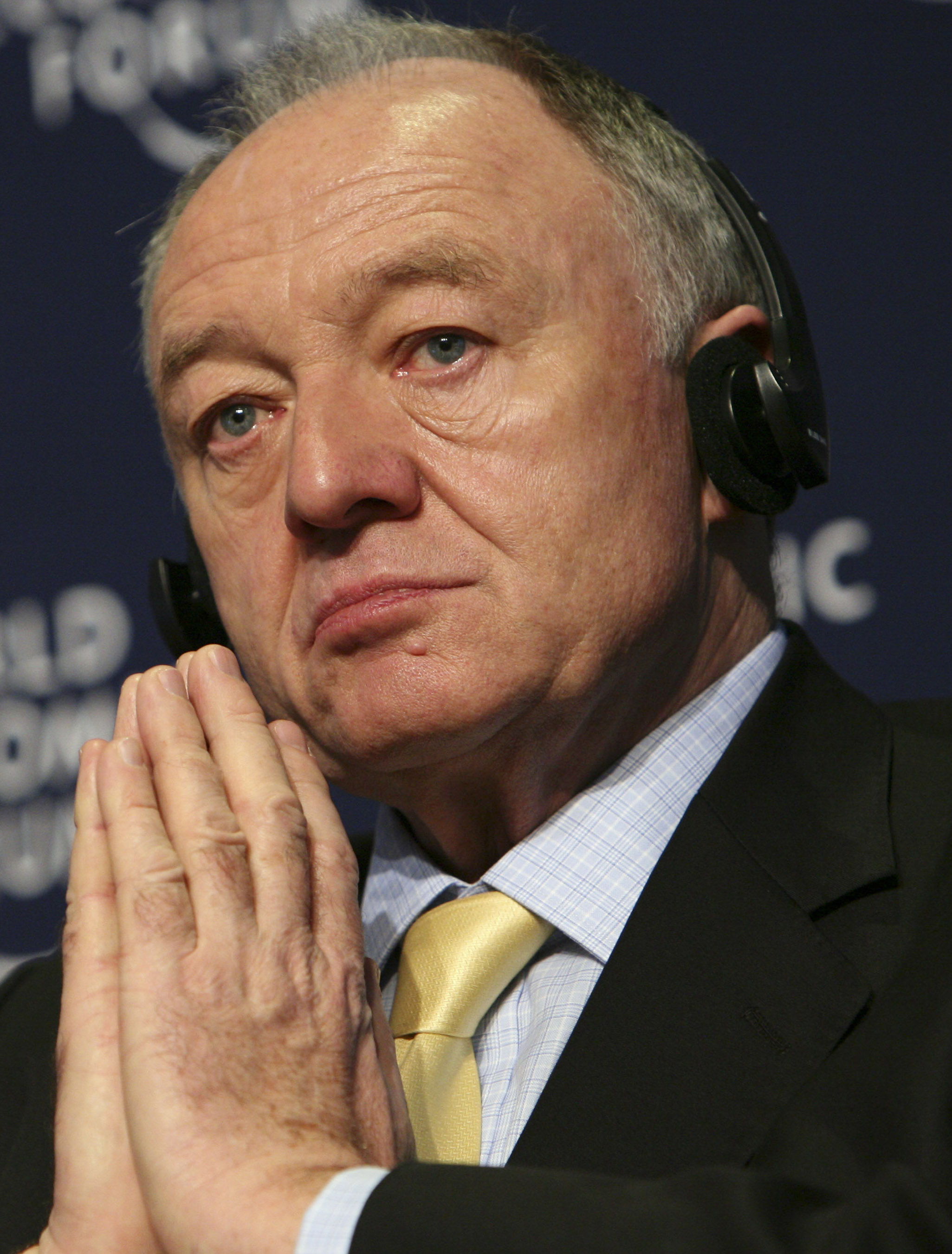
成長於布里克斯頓的前大倫敦市長肯·李文斯頓

以下3人曾於布里克斯頓居住，現時他們的故居均掛有藍色牌匾。
- 丹·萊諾（Dan Leno，1860 - 1904）：維多利亞時代晚期的著名音樂廳諧星及音樂劇演員。
- 哈維洛克·艾利斯（1859 - 1939）：英國醫生、作家、性心理學家和研究人類性行為的社會改革者。
- 塞利爾·萊昂內爾·羅伯特·詹姆斯（1901 - 1989）：非洲裔特立尼達和多巴哥歷史學家、新聞工作者和社會主義者。

其他與布里克斯頓有關的名人包括：
- 克萊夫·鄧恩（1920 - 2012）：英國演員、喜劇演員、作家、歌手。他於布里克斯頓出生。
- 大衛·鮑伊（1947 - 2016）：英國搖滾音樂家、詞曲創作人、唱片製作人和演員。他於1947年在布里克斯頓史坦菲爾德路（Stansfield Road）47號出生。
- 約翰·梅傑（1943 - ）：前英國首相。他成長於布里克斯頓。
- 肯·李文斯頓（1945 - ）：前大倫敦市長。他曾於布里克斯頓長大，並於當地居住多年。
- 法蘭克·迪蘭（1991 - ）：英國演員。他於布里克斯頓出生。